# 1505
Évszázadok: 15. század – 16. század – 17. század
Évtizedek: 1450-es évek – 1460-as évek – 1470-es évek – 1480-as évek – 1490-es évek – 1500-as évek – 1510-es évek – 1520-as évek – 1530-as évek – 1540-es évek – 1550-es évek
Évek: 1500 – 1501 – 1502 – 1503 –  1504 – 1505 – 1506 – 1507 – 1508 – 1509 – 1510

## Események

### Határozott dátumú események
- január 25. – I. Alfonz Este Modena, Reggio és Ferrara hercege (I. Ercole fia) uralkodásának kezdete.[1]
- június 14. – Radomban a szejm elfogadja a „Nihil novi” alkotmányt, amely a két ház hozzájáruláshoz köti a törvények meghozatalát.[2]
- július 17. – Luther Márton – apja akarata ellenére – megszakítja jogi tanulmányait és belép az erfurti az Ágoston-rendi kolostorba.[3]
- szeptember 13. – A spanyolok elfoglalják a Tlemceni Királysághoz tartozó Mersz el-Kebir algériai várost.
- október 19. –  A rákosi országgyűlésen megfogalmazott végzés kimondja, hogy külföldit nem szabad magyar királlyá választani.[4]
- október 19. – II. Ferdinánd aragóniai király eljegyzi Foix Germána navarrai királyi hercegnőt Blois-ban.
- október 27. – Trónra lép III. Vaszilij moszkvai nagyfejedelem.[5]

### Határozatlan dátumú események
- az év folyamán –
  - Az arabok partra szállnak a Comore-szigeteken.[forrás?]
  - Judah Abravanel a nápolyi alkirály személyi orvosa lesz.[forrás?]

## Születések
- január 13. – II. Joachim brandenburgi választófejedelem († 1571)
- Michel de L’Hospital francia kancellár, jogász, diplomata († 1573)
- Szegedi Kis István magyar református teológus († 1572)

## Halálozások
- október 27. – III. Iván moszkvai nagyfejedelem, minden oroszok hercege (* 1440)
- az év nyarán – Ernuszt Zsigmond pécsi püspök (* 1445 körül)